# Maîtrise de soi
La maîtrise de soi est la capacité d’un individu à réguler ses émotions, ses pensées et ses actes face aux impulsions et aux tentations,. Elle relève de processus cognitifs supérieurs qui participent à l’organisation volontaire du comportement en fonction d’un but. À ce titre, elle mobilise ce que la psychologie appelle les fonctions exécutives du cerveau, telles que l’inhibition, la planification ou la flexibilité mentale,.
Un concept voisin est celui de l’autorégulation émotionnelle, qui renvoie à l’aptitude à ajuster ses réponses affectives selon le contexte. Certains chercheurs comparent la maîtrise de soi à un muscle : soumise à un effort répété sans repos, elle tend à s’affaiblir temporairement. Cette hypothèse — appelée modèle de la ressource limitée — suggère que les capacités d’autorégulation seraient momentanément réduites après un usage intensif. Toutefois, des recherches indiquent aussi qu’une pratique régulière de la maîtrise de soi peut, à long terme, en renforcer l’efficacité,.
Dans le champ de la criminologie, la maîtrise de soi occupe une place centrale dans la théorie générale de la criminalité (A General Theory of Crime), formulée en 1990 par Michael Gottfredson et Travis Hirschi. Selon ces auteurs, les individus à faible maîtrise de soi sont plus enclins à agir de manière impulsive, à rechercher l’excitation immédiate, à négliger les conséquences de leurs actes et à manifester une faible persévérance. Cette disposition ne dépend pas uniquement des circonstances, mais s’enracine dans l’enfance. Trois facteurs jouent alors un rôle décisif : la qualité du lien affectif entre parents et enfant, l’attention portée au comportement de l’enfant, et l’exercice d’une discipline cohérente et ajustée.
Ainsi, la maîtrise de soi n’est pas seulement un trait personnel : elle constitue une compétence fondamentale, qui peut être cultivée, et dont dépendent en grande partie l’autonomie individuelle, la stabilité émotionnelle et la conduite sociale.

## Une vertu ancienne et toujours actuelle
Dans la tradition classique, la maîtrise de soi — parfois assimilée à la force de volonté — était appelée continence (enkrateia en grec), et opposée à son contraire : l’incontinence (akrasia), c’est-à-dire l’incapacité à agir selon ce que l’on sait être bon. L’akrasia désigne cet état paradoxal dans lequel une personne agit contre sa propre raison, malgré sa pleine conscience des conséquences.
La maîtrise de soi pouvait aussi se manifester sous la forme d’autres vertus : face au danger, elle devenait courage ; face à la contrariété, modération ou douceur de caractère.
Dans la tradition chrétienne, cette lutte intérieure est souvent présentée comme un combat entre « l’esprit », orienté vers Dieu, et « la chair », encline au péché. Peu avant son arrestation, Jésus reprocha à ses disciples de s’être endormis au lieu de veiller : « L’esprit est bien disposé, mais la chair est faible. » (Matthieu 26:41.) L’apôtre Paul, lui aussi, exprime dans sa lettre aux Romains cette tension intérieure : « Je ne comprends pas ce que je fais : je ne fais pas le bien que je veux, mais je fais le mal que je hais. […] Le vouloir est à ma portée, mais non le pouvoir de faire le bien. » (Romains 7:15,18). Saint Augustin, dans ses Confessions, relate avec franchise ses propres résistances : « Je Te priais : “Donne-moi la chasteté et la continence… mais pas tout de suite.” »
La vertu voisine de la tempérance (sôphrosynê en grec) fut longuement méditée par les philosophes de l’Antiquité, de Platon à Aristote. Pour ce dernier, la tempérance consiste à orienter ses désirs de manière mesurée, selon une juste moyenne. Elle s’oppose à deux excès : la démesure (ou l’intempérance), qui cède trop facilement aux plaisirs, et l’insensibilité, qui rejette même les satisfactions légitimes. Dans cette perspective, la maîtrise de soi n’est pas une simple répression des désirs, mais une éducation de ceux-ci.
Aristote propose une analogie parlante : l’homme intempérant est semblable à une cité sans lois ; celui qui manque de maîtrise est comme une cité où les lois existent, mais ne sont pas appliquées.

## Recherche

### La tentation et la réponse contre-active
Le désir est une tendance affective orientée vers un objet, une personne ou une activité. Il s’accompagne généralement d’une attente de plaisir, ou du moins d’un soulagement face à un malaise. Tous les désirs ne se valent pas : ils varient en intensité, en durée et en fonction des individus. Un désir devient une tentation dès lors qu’il entre en conflit avec les valeurs personnelles ou les objectifs régulateurs qu’un individu s’est fixés. En d’autres termes, la tentation surgit lorsque l’attrait d’une satisfaction immédiate fait obstacle à un choix mûri ou à un engagement de plus longue portée,.
Une difficulté pour les chercheurs est que les objets du désir diffèrent considérablement selon les personnes. Pour étudier ces phénomènes dans des conditions réalistes, des psychologues ont recueilli plus de 7 800 autodescriptions de désirs sur une semaine. Cette enquête portait sur la fréquence, l’intensité, les conflits internes générés par ces désirs, ainsi que la capacité des participants à leur résister. Les désirs les plus fréquents et les plus puissants concernaient des besoins corporels de base tels que manger, boire ou dormir,.
Les dilemmes de maîtrise de soi apparaissent lorsqu’un objectif à long terme entre en contradiction avec une gratification immédiate. La théorie de la maîtrise contre-active (counteractive self-control theory) propose que, face à une telle situation, l’esprit humain compense en dévalorisant l’attrait du plaisir instantané et en rehaussant momentanément la valeur de ses principes ou objectifs durables.
Par exemple, lorsqu’on demande à des personnes d’évaluer l’intérêt de différentes collations avant de faire leur choix, elles tendent à préférer une barre énergétique à une barre chocolatée. Mais une fois le choix effectué, cette préférence disparaît : les deux produits sont alors perçus comme également attrayants. De même, avant la clôture des inscriptions universitaires, les étudiants avaient tendance à juger les activités de loisirs moins importantes et moins plaisantes ; une fois l’échéance passée, leur appréciation augmentait sensiblement. Plus une tentation est forte ou accessible, plus l’esprit aura tendance à en diminuer la valeur subjective — mécanisme de défense au service d’un objectif supérieur,.
Un des cas les plus fréquents de dilemme concerne la consommation excessive ou superflue d’aliments, souvent en contradiction avec le souci de préserver sa santé. Cela peut inclure des dépenses injustifiées dans la restauration hors domicile. Ne pas savoir fixer une limite raisonnable à ces dépenses, ou la dépasser régulièrement, peut révéler une difficulté à exercer la maîtrise de soi.
Des expériences ont aussi montré que la seule évocation du goût pouvait influencer la perception du caractère sain d’un aliment. Un encas décrit comme « très savoureux » était jugé moins sain que le même produit qualifié de « modérément savoureux ». Cette simple suggestion a suffi à déclencher une réaction contre-active : pour protéger leur objectif santé, les participants ont dévalorisé l’attrait gustatif.
Dans une autre étude, des sujets exposés à une forte tentation — un grand bol de chips — en mangeaient moins que ceux confrontés à une tentation apparemment moindre — trois petits bols contenant pourtant la même quantité totale. Ils jugeaient aussi les chips plus caloriques dans le premier cas. Cela montre que les tentations faibles, parce qu’elles paraissent anodines, activent moins la vigilance et favorisent davantage les comportements impulsifs. Elles sont donc paradoxalement plus difficiles à surmonter, car elles donnent l’illusion de ne pas s'opposer à nos valeurs profondes,.

### Le phénomène de satiété et son lien avec la maîtrise de soi
Le phénomène de satiété se rapporte à la diminution progressive du désir et du plaisir associés à une substance après une consommation répétée. Ce mécanisme joue un rôle important dans la régulation naturelle des comportements alimentaires.
Des recherches ont montré que la vitesse à laquelle une personne ressent la satiété dépend notamment de son niveau de maîtrise de soi, ainsi que du caractère perçu de l’aliment consommé. Dans une expérience, les participants ont mangé la même quantité de collations, soit jugées saines (raisins secs, cacahouètes), soit considérées comme peu saines (bonbons de type M&M’s ou Skittles). Ceux qui avaient obtenu un score élevé à un test de maîtrise de soi ont signalé une diminution plus marquée de leur désir pour les aliments peu sains que pour les aliments jugés sains. À l’inverse, les personnes à faible maîtrise de soi montraient le même degré de satiété, quelle que soit la nature de l’aliment.
Une autre variante de l’expérience a consisté à modifier la description de l’encas. Lorsque l’accent était mis sur la saveur sucrée de la collation, les participants à forte maîtrise de soi se déclaraient rassasiés plus rapidement que lorsque l’on soulignait les bienfaits pour la santé. Là encore, ceux qui avaient une faible maîtrise de soi ne manifestaient aucune variation selon la description.
Ces observations montrent que la perception subjective de la nocivité d’un aliment — indépendamment de sa valeur nutritionnelle réelle — peut accélérer la sensation de satiété, mais uniquement chez les individus disposant d’une bonne maîtrise de soi. Cette sensibilité accrue leur permet de mieux ajuster leur comportement alimentaire face à des produits jugés moins sains.

### Le niveau de représentation mentale et son influence sur la maîtrise de soi
Le niveau de représentation mentale (ou niveau de construction cognitive) se rapporte à la manière dont une personne conçoit une situation ou un objectif, soit de façon globale et abstraite, soit de manière concrète et immédiate. Lorsque quelqu’un adopte une représentation élevée, il a tendance à relier les faits à des intentions, à des valeurs ou à des contextes plus larges. En revanche, une représentation basse focalise l’attention sur les détails pratiques, les actions immédiates ou les catégories simples.
Ces niveaux de représentation influencent directement la capacité à exercer la maîtrise de soi. Face à une tentation, une personne qui raisonne à un niveau élevé sera davantage guidée par ses valeurs générales et ses objectifs à long terme. À l’inverse, une personne qui raisonne à un niveau concret se concentrera davantage sur les attraits immédiats de la situation.
Il est possible d’induire un niveau de représentation donné par des questions simples. Ainsi, poser à une personne une série de questions commençant par « Pourquoi…? » l’amène à adopter une pensée plus abstraite, tournée vers les finalités. À l’inverse, une série de « Comment…? » tend à ramener l’attention vers des éléments concrets et opérationnels.
Dans une expérience, des participants ont d’abord été amenés à adopter soit une représentation élevée, soit une représentation basse. Ensuite, on leur a fait passer un test d’association implicite mesurant la rapidité avec laquelle ils reliaient certains aliments à des jugements de valeur. Ceux qui avaient été préparés à raisonner de façon abstraite associaient plus rapidement les sucreries (comme les barres chocolatées) à la catégorie « mauvais » et les aliments sains (comme les pommes) à la catégorie « bon ». Ils étaient également plus enclins à choisir une pomme plutôt qu’une friandise lorsqu’on leur demandait de faire un choix de collation.
Ces effets ont été observés même sans effort conscient de maîtrise de soi. Le simple fait de penser à un niveau plus abstrait suffit parfois à atténuer l’attrait d’une tentation. En effet, cette façon de penser rappelle à l’individu ses objectifs d’ensemble — par exemple, mener une vie plus saine —, ce qui relativise l’intérêt d’un plaisir immédiat,.

### Chez l’être humain… et ailleurs
Des recherches menées sur les chimpanzés communs ont mis en évidence une corrélation positive entre la capacité linguistique et la maîtrise de soi. Cela suggère que l’aptitude à symboliser ou à planifier, souvent associée au langage, favorise un comportement plus régulé,.
Chez l’être humain, les expériences sur la maîtrise de soi font souvent appel à un système d'économie de jetons, inspiré des méthodes éducatives comportementales. Dans ce cadre, les participants reçoivent des jetons en récompense de certains comportements souhaitables, qu’ils peuvent ensuite échanger contre des gratifications secondaires — par exemple, de l’argent ou des objets.
Une différence notable entre les études menées sur les humains et celles menées sur les animaux réside dans la temporalité de la récompense. Les animaux (comme les pigeons) peuvent généralement accéder à leur récompense immédiatement après l’action. En revanche, les participants humains doivent souvent patienter jusqu’à la fin de l’expérience pour convertir leurs jetons. Ce décalage temporel pourrait expliquer certaines divergences de comportement observées entre les deux groupes. Fait intéressant, lorsque des animaux sont soumis à un même délai d’attente, leurs réactions se rapprochent de celles des humains. Ainsi, dans une étude, les pigeons mâles ont manifesté moins de maîtrise que les femelles, un schéma également observé chez les humains (Jackson et Hackenberg 1996). 
Une chercheuse, Alexandra Logue (1995), a constaté que, dans ses expériences, les garçons manifestaient moins de maîtrise de soi que les filles. Elle observe toutefois qu’à l’âge adulte cette différence tend à s’atténuer, voire à disparaître. Cette évolution suggère que la maîtrise de soi se développe avec l’expérience et la prise de conscience des conséquences liées à l’impulsivité.
La majorité des travaux consacrés à la maîtrise de soi partent du principe que cette qualité est globalement préférable à l’impulsivité. Peu d’études envisagent le contraire, à savoir que dans certaines circonstances l’impulsivité puisse constituer une réponse plus adaptée. Certains psychologues du développement soulignent pourtant que la capacité d’un individu à alterner, selon le contexte, entre un comportement maîtrisé et un comportement spontané est en soi un signe de bon fonctionnement psychologique. Mais ce champ de recherche reste encore marginal.
La maîtrise de soi est souvent considérée comme une variable mesurable, bien que les instruments d’évaluation soient nombreux et parfois divergents. Des observations montrent que dans des contextes défavorables — pauvreté, scolarisation défaillante, environnement dangereux —, les individus dotés d’une forte maîtrise de soi ont statistiquement plus de chances de s’en sortir. Ils accèdent plus souvent à l’enseignement supérieur, à des métiers qualifiés et à une stabilité psychosociale. Toutefois, les effets sur la santé à long terme font l’objet de débats, certaines études suggérant des contreparties physiologiques,.
Un phénomène particulier, appelé « john-henryisme », a été décrit dans les années 1980 par le socioépidémiologiste Sherman James. Il tire son nom d’un héros populaire afro-américain du XIXᵉ siècle, John Henry, qui, selon la légende, mourut d’épuisement après avoir battu une machine à vapeur dans une épreuve de force. Ce terme désigne l’attitude de personnes déterminées à réussir envers et contre tout, malgré l’absence de soutien ou de ressources adéquates. Selon James, cette volonté inlassable, poussée à l’extrême, pourrait expliquer certains problèmes de santé plus fréquents — notamment les maladies cardiovasculaires — observés chez des Afro-Américains du sud des États-Unis. On sait aujourd'hui que les causes sont au moins en partie génétiques.

## Panorama des techniques de maîtrise de soi selon Skinner
Dans son ouvrage Science et comportement humain, le psychologue comportementaliste Burrhus Skinner a identifié neuf grandes catégories de techniques permettant de favoriser la maîtrise de soi. Ces méthodes visent à renforcer des comportements souhaitables tout en réduisant l’occurrence de réactions impulsives ou inadaptées.

### Régulation corporelle et guidage physique
Modifier l’environnement pour faciliter certains comportements et en rendre d’autres plus difficiles constitue une méthode classique. Cela comprend le guidage physique (amener le corps à effectuer un mouvement désiré par un contact direct) et le signal tactile (comme une pression ou une posture déclencheuse). Exemples concrets : se couvrir la bouche pour ne pas parler, garder les mains dans les poches pour éviter de gesticuler, ou stabiliser sa main en jouant au billard. Toutes ces actions visent à agir sur le corps pour ajuster le comportement.

### Modification des stimuli
Changer les circonstances déclenchantes permet aussi d’influer sur la conduite. Il peut s’agir d’éliminer les sources de distraction, de dissimuler une tentation, ou encore de placer des rappels visibles d’un objectif personnel.
Ce principe rejoint la théorie de l’intrusion élaborée (Elaborated Intrusion Theory) concernant les pulsions. Selon cette approche, le désir se maintient par la formation d’images mentales plaisantes de l’objet convoité (ex. : nicotine, alcool), ce qui accentue la sensation de manque et intensifie la pulsion. Cette boucle de représentation mentale, de manque ressenti et de préparation à l’action mobilise la mémoire de travail, nuit à la concentration et renforce l’émotion liée à la tentation,. Bien que cette théorie s’applique particulièrement aux substances addictives, elle est aussi pertinente pour des désirs plus ordinaires.

### Privation et satiété
La privation consiste à se passer d’un renforcement pendant un certain temps, ce qui augmente sa valeur perçue. À l’inverse, la satiété apparaît lorsqu’un stimulus a été reçu en quantité suffisante pour perdre temporairement son pouvoir d'attraction. Exemples pratiques : sauter un repas pour mieux profiter d’un dîner gratuit ; manger une collation saine pour réduire l’attrait d’aliments gras ou sucrés lors d’un événement.
Dans une étude sur le tabagisme, des participants privés de cigarette ont été exposés à deux types de scénarios : l’un destiné à accentuer leur envie (description multisensorielle de l’acte de fumer), l’autre à évoquer des contextes neutres. Puis, ils ont effectué une tâche d’imagerie mentale (ex. : visualiser un match de tennis ou le bruit d’un téléphone). Résultat : l’imagerie visuelle réduisait l’intensité de la pulsion, contrairement à l’imagerie auditive seule. Cela suggère que certaines formes de représentation mentale peuvent être mobilisées comme outils de maîtrise de soi en période de privation,.

### Modification des états émotionnels
Les états affectifs influencent notre propension à résister ou non à une tentation. Par exemple, un acteur peut faire appel à un souvenir douloureux pour produire des larmes sur scène. De même, lire une lettre émouvante, écouter une musique particulière ou regarder un film peut nous aider à atteindre une disposition d’esprit favorable à une tâche.
La perception subjective d’une activité — est-elle vécue comme une obligation ou un plaisir ? — peut aussi moduler la difficulté ressentie à l’accomplir. Ainsi, un changement de perspective cognitive peut transformer la manière dont un objet est désiré.
Dans une étude, des étudiants ont été répartis en trois groupes face à une célèbre marque de chocolat : le groupe témoin lisait un article neutre, un deuxième groupe devait imaginer avec précision les sensations liées à la consommation du chocolat, un troisième groupe devait imaginer des usages absurdes ou des contextes inhabituels pour le chocolat. Résultat : ceux qui s’étaient représenté la consommation manifestaient une attirance automatique plus forte pour le chocolat. Cela montre que la manière dont on se représente un objet influence la force du désir qu’il suscite,.

### Stimulation aversive
La stimulation aversive consiste à associer un comportement à une conséquence désagréable pour en diminuer la fréquence. Cette technique est voisine de la punition, mais ne s’y confond pas entièrement. Exemple : un adolescent rentrant après le couvre-feu est privé de sortie, ce qui réduit la probabilité qu’il récidive.

### Substances pharmacologiques
Certaines substances peuvent moduler la maîtrise de soi. De faibles doses de stimulants comme le méthylphénidate ou les amphétamines améliorent la régulation chez les personnes atteintes de TDAH,. En revanche, à doses élevées, ces substances altèrent la mémoire de travail et la capacité d’inhibition. L’alcool, quant à lui, affaiblit significativement la maîtrise de soi.

### Conditionnement opérant
Le conditionnement opérant (ou conditionnement skinnérien) repose sur l’idée que les comportements sont modifiés par leurs conséquences : ils sont renforcés s’ils sont suivis d’un effet agréable, ou affaiblis s’ils sont suivis d’une conséquence désagréable. On distingue le renforcement positif (ajout d’un stimulus agréable), le renforcement négatif (retrait d’un stimulus désagréable), la punition positive (ajout d’un stimulus désagréable) et la punition négative (retrait d’un avantage). Exemple : un élève qui fait une plaisanterie et reçoit des rires de ses camarades sera encouragé à recommencer. En revanche, s’il est moqué ou réprimandé, il sera moins enclin à renouveler l’expérience.

### Punition
L’autopunition suppose que l’individu prévoit lui-même une conséquence désagréable à l’un de ses comportements, dans le but de le décourager. Exemple extrême : certaines pratiques religieuses comprennent l’autoflagellation. Contrairement à une alarme (qui pousse à interrompre un comportement), l’autopunition intervient après coup, comme moyen de dissuasion.
Cependant, la punition diffère fondamentalement de la maîtrise de soi : dans le premier cas, le comportement est ajusté par la crainte d’une conséquence ; dans le second, l’ajustement vient d’un élan intérieur, d’un choix personnel. La punition est davantage un mécanisme de conformité qu’un signe de liberté intérieure. Pour apprendre la maîtrise de soi, mieux vaut recourir à des formes de renforcement qui favorisent le choix autonome.

### Faire autre chose
Skinner notait que de nombreuses traditions philosophiques ou religieuses encouragent à substituer une action vertueuse à une impulsion nuisible. Par exemple, l’injonction biblique d’« aimer ses ennemis » consiste à remplacer la haine ou la colère par une démarche incompatible, telle que la bienveillance ou la prière. Autrement dit, on détourne l’impulsion en faisant autre chose, volontairement.